# Saint-Georges (stanice metra v Paříži)
Saint-Georges je nepřestupní stanice pařížského metra na lince 12 v 9. obvodu v Paříži. Nachází se pod náměstím Place Saint-Georges.

## Historie
Stanice byla otevřena 8. dubna 1911 při prodloužení tehdejší linky A ze stanice Notre-Dame-de-Lorette do Pigalle. Linku A provozovala společnost Compagnie Nord-Sud, po jejím sloučení se společností Compagnie du Métropolitain de Paris obdržela linka v roce 1930 číslo 12.
Stanice byla po roce 2000 renovována ve stylu napodobujícím jen volně výzdobu na stanicích bývalé společnosti Nord-Sud, tj. název stanice není vyskládán z keramických dlaždic ani nerespektuje označení hnědou barvou pro nepřestupní stanice.

## Název
Jméno stanice je odvozeno od názvu ulice Rue Saint-Georges a náměstí Place Saint-Georges.

## Vstupy

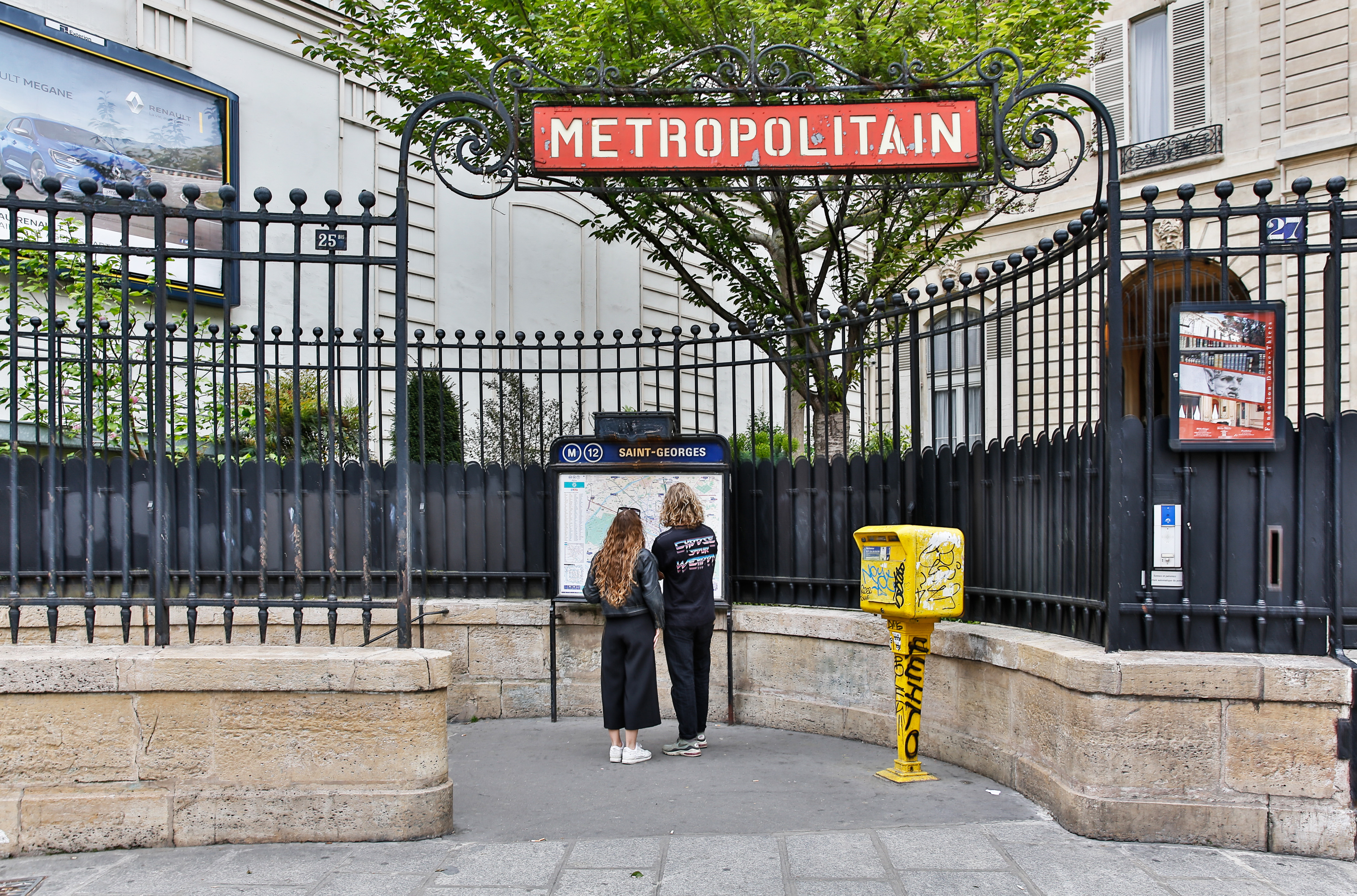
Vchod do stanice

Stanice má jen jeden vchod na náměstí Place Saint-Georges mezi ulicemi Rue Saint-Georges a Rue Notre-Dame-de-Lorette.